# Ram It Down
Ram It Down (с англ. — «Сокрушай!») — одиннадцатый студийный альбом хеви-метал-группы Judas Priest, вышедший в 1988 году.

## История
В 1986 году Judas Priest выпустили альбом Turbo, заметно отличавшийся от предыдущего творчества группы использованием синтезаторов, упрощением текстов и смещением звучания в сторону глэм-метала. Первоначально музыканты планировали выпустить двойной альбом Twin Turbos, но выпуск двойного альбома обошёлся бы гораздо дороже и принес бы меньше доходов, и звукозаписывающая компания настояла на выпуске одинарного альбома. В Turbo вошли песни из Twin Turbos, имевшие более коммерческое звучание. Большая часть песен, не выпущенных на Turbo, была перенесена в следующий альбом группы Ram It Down 1988 года. Ram It Down был более тяжёлым по сравнению с предшественником, но также записан с использованием синтезаторов. Также при записи использовалась драм-машина из-за проблем со здоровьем барабанщика Дейва Холанда.
Отзывы критиков были негативными, альбом называли «мешаниной стилей» и «металлической сладкой ватой», «получившейся в результате стремления вернуться к металлическим корням».

## Тур в поддержку альбома
В мае 1988 года Judas Priest отправились в тур поддержку альбома Ram It Down, названный Mercenaries of Metal Tour и продолжавшийся до октября 1988 года. В сет-лист из альбома были включены песни «Ram It Down», «Heavy Metal», «Come and Get It», «I’m a Rocker», иногда исполнялась так же «Johnny B. Goode».

## Значение
В марте 2024 года американский онлайн-ресурс Loudwire опубликовал обновлённый рейтинг дискографии группы из 19 студийных альбомов и разместил этот диск в нём на тринадцатом месте.

## Список композиций
Все песни написаны Робом Хэлфордом, Кей Кей Даунингом и Гленном Типтоном, за исключением отмеченных.
| №   | Название            | Автор(ы)  | Длительность |
| --- | ------------------- | --------- | ------------ |
| 1.  | «Ram It Down»       |           | 4:48         |
| 2.  | «Heavy Metal»       |           | 5:58         |
| 3.  | «Love Zone»         |           | 3:58         |
| 4.  | «Come and Get It»   |           | 4:07         |
| 5.  | «Hard as Iron»      |           | 4:09         |
| 6.  | «Blood Red Skies»   |           | 7:50         |
| 7.  | «I’m a Rocker»      |           | 3:58         |
| 8.  | «Johnny B. Goode»   | Чак Берри | 4:39         |
| 9.  | «Love You to Death» |           | 4:36         |
| 10. | «Monsters of Rock»  |           | 5:30         |

| №   | Название                                                                           | Длительность |
| --- | ---------------------------------------------------------------------------------- | ------------ |
| 11. | «Night Comes Down» (live at Long Beach Arena, Long Beach, California; May 5, 1984) | 4:33         |
| 12. | «Bloodstone» (live at Mid-South Coliseum, Memphis, Tennessee; December 12, 1982)   | 4:05         |

## Участники записи
- Роб Хэлфорд — вокал
- Кей Кей Даунинг — гитара
- Гленн Типтон — гитара
- Иэн Хилл — бас-гитара
- Дейв Холланд — ударные

## Позиции в чартах
| Хит-парад (1988)                 | Высшая Позиция |
| -------------------------------- | -------------- |
| Австралия (ARIA)                 | 43             |
| Австрия (Ö3 Austria)             | 14             |
| Нидерланды (Album Top 100)       | 25             |
| Германия (Media Control)         | 9              |
| Норвегия (VG-lista)              | 5              |
| Швеция (Sverigetopplistan)       | 5              |
| Швейцария (Schweizer Hitparade)  | 8              |
| Великобритания (UK Albums Chart) | 24             |
| США (Billboard 200)              | 31             |

## Сертификации
| Страна | Организация | Год  | Продажи            |
| США    | RIAA        | 1988 | Золото (+ 500,000) |
| Канада | CRIA        | 1988 | Золото (+ 50,000)  |